# 安部大介
安部大介（あべ だいすけ）は、株式会社ウェザーニューズ所属の気象予報士。同社グローバル気象予報センター長、地象センター長を兼務。 

## 略歴
- 東大寺学園中学校・高等学校を経て、気象大学校を卒業。
- 2010年10月から米国オクラホマ州にあるウェザーニューズ「オクラホマイノベーションセンター」に半年間赴任し2011年3月に帰国。
- 2012年8月に行われた定期株主総会で、取締役に就任。

## 現在出演している番組
- SOLiVE モーニング（月、木、金曜）
- weathernews LiVE（土曜「予報センター 一週間の成績」担当）